# Голліс (скульптура)
Голліс — туристична визначна пам'ятка Норвегії. Це 9-метровий високий Санта-Клаус із пластику. Він розташований у Лінгсайдеті в Лінгені в окрузі Тромс-ог-Фіннмарк .
Його вважають найбільшим у світі Санта-Клаусом.

## Історія
Голліс був побудований в 1992 році. Він популярний серед туристів, але місцеві жителі розділилися у своїх думках. Газета Verdens Gang визнала його найпотворнішою туристичною визначною пам'яткою Норвегії.